# 网球线

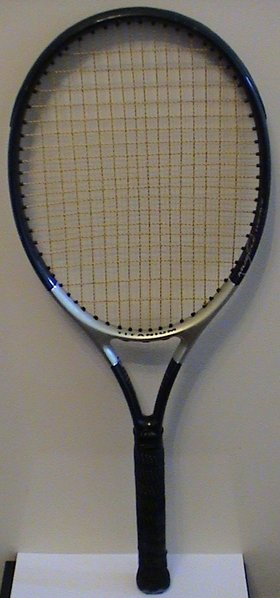
穿好线的球拍

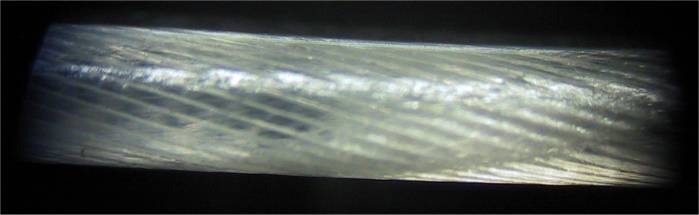
放大镜下的合成肠线

网球线织在网球拍框上呈网状，用于击球。常见的球线材料有天然肠线、尼龙线、聚酯线等，线不同的材料、粗细、拉力和表面结构提供不同的手感、力量、旋转、包覆性和耐久度。

## 材料

### 天然肠线
早期球拍多用天然肠线，如羊肠线、牛肠线。肠线的弹性好，在高磅数下仍有高弹性，穿线后拉力衰减慢，也是球线中较柔软的。但价格高，而且不能受潮，不宜保存，因此逐渐被合成线取代。但仍有些人坚持使用肠线，声称其手感无与伦比。

### 合成肠线（尼龙线）
常见的合成肠线为尼龙线。价格极为便宜。有些尼龙线表面会加以修饰、染色，或混合进一些凯夫拉以增强耐用性。

### 聚酯线
聚酯线硬而耐用，最初是提供给那些经常把线打断的运动员，后来逐渐流行开来。聚酯线可以给球施加更多的旋转，因而受到许多职业球员的青睐。缺点是穿线后拉力会迅速降低。聚酯线能增加上旋的原因可能是因为线间摩擦力小，线在击球时移位然后迅速回位，赋予球与拍面平行的转矩。

### 凯芙拉
凯芙拉是最硬最耐用的合成线，而且拉力衰减很慢，但因为线太硬，所以对手臂的震动和伤害最大，不建议长期使用。凯芙拉经常与软线（如尼龙线）混穿成子母线。纯凯芙拉穿线拍极硬，尤其是穿在硬拍上。因此有些人穿比较细的凯芙拉线，或用较低的穿线磅数。

### 聚烯烃线
聚烯烃线也是比较软的线，和尼龙线类似。

### 金属线
历史上钢琴弦曾被用作网球线，但现在已经很少见到了。

## 線徑
线的粗细由数字标识，数字越大线越细，如17号线细于14号线。细线能提供更好的手感，但不如粗线耐用。

## 結構
網球線的表面做成幾何形狀結構（如四方形、六角形、齒輪形等），如多角線、齒輪線;以影響擊球的包覆感(俗稱「咬球力」)。

## 穿线工具
穿线机可在穿线是固定球拍和球线，并给予球线以设定的拉力。有手动式和电动式。价格約為數萬新台幣不等。

## 穿线模式
现代的网球拍多穿线为横线和竖线交错的网状方格。一般横线和竖线是同一种线，不过也有在横线和竖线中使用不同的线，称为子母线。历史上也出现过别的穿线模式。
1971年德国人Werner Fischer发明了一种穿线方法，被后人称作“意大利面条球拍”。这种球拍有两层弦，横线少，竖线之间距离固定，横竖线在相交的地方用橡皮筋连接。球员用这种球拍可以轻易打出强烈的旋转球，使对手难于预测来球的轨迹和弹跳，1977年春天，一些不知名的球员用这种球拍在国际比赛中轻易击败了排名很高的球员，引发了网球世界剧烈的争论。国际网球联合会认为该球拍破坏了网球的本质，在该年10月作出规定，禁止运动员使用该球拍参赛。

目前Blackburnes公司提供另一种双层穿线拍，即在拍框的两侧各穿一层横线和竖线，这样拍头没有突出的边缘，像一个两侧有两个拍面的扁盒子。该公司称这种球拍有更大的“甜区”，可以减少球打在拍框上的问题，并说这种球拍被批准可以在正式比赛中使用。

## 穿线拉力
线对拍框的拉力常用“磅数”表示，常见磅数为40-70磅，对应拉力为180-310牛顿。低磅数会有更大的甜點(Sweet spot (sports))，球会飞的更远，但对球的控制较差。高磅数会使运动员降低对球的感觉，在大力击球时可以更好控制回球路线，增强底线稳定性，但这样对手臂冲击大，长期使用会增加网球肘的风险。

## 重新穿线
张力会使球线逐渐丧失弹性，降低球拍性能。穿线频率取决于打球的频率。一般每年穿线的频率可等于每周使用球拍的次数。还有建议称球拍每使用40小时就应该重新穿线。或者使用拉力测试器，当拉力降低25%以上就应该重新穿线。但经常大力击球的球员的球线往往会在此前断掉。如果球线断掉应停止使用球拍，并尽快穿新线。不建议修补，因为一根线断掉，其他地方的线的磅数也就不再均匀。